# ジョン・コーンフォード
ルパート・ジョン・コーンフォード（Rupert John Cornford、1915年12月27日－1936年12月28日）は、イギリスの詩人、共産主義者。父はフランシス・コーンフォード、母はフランセス・コーンフォード。母の旧姓はダーウィンで、ジョン・コーンフォードはチャールズ・ダーウィンとエマ・ダーウィンの曾孫にあたる。国際旅団の一員で、スペイン内戦でファシズムと戦った際に、コルドバの東約50キロにあるロペラで戦死している。

## 経歴
ケンブリッジ生まれ。両親の友人だったルパート・ブルックにちなんで名付けられた（ルパート・ブルック本人は姓で呼ばれるほうを好んだのだが）。ストウ・スクールとトリニティ・カレッジ (ケンブリッジ大学)で学んだ。学部生として歴史を学びながら、グレートブリテン共産党に加入する。コーンフォードは、ガイ・バージェス、ドナルド・マクリーン、キム・フィルビー、ジェイムズ・クラッグマンといったトリニティ・カレッジの共産主義者達よりも2歳から3歳若かった。
もう一人のケンブリッジの学生で、後にコーンフォードの生涯で大きな役割を果たすことになるのはマーゴット・ハイネマンであった。コーンフォードとハイネマンは恋人同士で、コーンフォードは彼女に詩と手紙を送っている。しかしコーンフォードは同時にウェールズ人女性、レイチェル・ピーターズとも関係を持っており、彼女との間には子供も作っていた。この子がコーンフォードの祖父母、フランシス・コーンフォードとフランセス・コーンフォードに養子として引き取られて育てられ、ジェイムズ・コーンフォードとなるのである。ピーターズとコーンフォードの写真は、ロンドンのナショナル・ポートレイト・ギャラリーで見ることができる。
1933年以降は、ロンドンで、共産党の仕事に直接関与することになる。そして、ハリー・ポリットと密接に関わりを持つようになった。スペイン内戦の開戦にあたり、コーンフォードはバルセロナに旅し、短期間だが志願兵となってマルクス主義統一労働者党の義勇軍と共に参戦している。そしてイギリスに戻る前に、何かの志願兵を募集している。この集団と共に、パリに出かけ、さらにはスペインのアルバセテにまで足を延ばしている。そして現地で国際旅団に加わっている。パリ・コミューン大隊の機関銃部隊で従軍し、1936年の11月から12月にかけて、マドリード防衛のために戦った。第15国際旅団の第16大隊として新しく結成されたイギリス大隊に移った後、コルドバの東方約50キロに位置するロペラで戦死した。
コーンフォードを追悼する作品集は1938年に出版されている。スティーブン・スペンダーが追悼集の書評で書いているのは、「コーンフォードの人生それ自体が、いかにも想像力をかき立てるかのように物語っている…コーンフォードはその生を全うし、彼のような生き方をした人物であってもいまだに生きている者もいる。この事実は、民主主義の指導者達に対する重要な教訓である。それが教えているのは、もし民主主義が、人民に対して戦うに値する正義と自由をもたらすことになるのなら、人民は民主主義のために、生きもすれば死にもするし闘いもする、ということである。」
コーンフォードの詩作「Full Moon At Tierz」(1937)は、反ファシスト主義の文学的表現である。
彼の弟、クリストファー・コーンフォードは、政治の分野で1980年代に至るまでずっと活発に活動し続けた。
「詩」という観点からコーンフォードの作品について考えた場合、その作品は少しも前衛的なものではない。ジョージ・オーウェルが1940年にエッセー「右であれ左であれ、わが祖国」で指摘したように、コーンフォードは過去の大英帝国的伝統の連綿とした流れを代表する作家なのである。

## 作品
- Galassi, Jonathan, ed (1976). Understand the Weapon, Understand the Wound: Selected Writings of John Cornford. Carcanet New Press. ISBN 9780856351525
- Stansky, Peter; Abrahams, William (1 May 1994). Journey to the Frontier; Two roads to the Spanish Civil War. Stanford University Press. ISBN 978-0804723411

## 参照
- Haycock, David Boyd (23 Oct 2012). I Am Spain. Brecon: Old Street Publishing. ISBN 9781908699107
- Sloan, Pat, ed (1938). John Cornford: A Memoir. Jonathan Cape. OCLC 186704895 (Republished 1978 by Borderline Press ISBN 0-906135-05-2)